# Panovci
Panovci – wieś w Słowenii, w gminie Gornji Petrovci. W 2018 roku liczyła 33 mieszkańców.